# Sacra Famiglia con san Giovannino (Rosso Fiorentino)
La Sacra Famiglia con san Giovannino è un dipinto a olio su tavola (63,5x42,5 cm) di Rosso Fiorentino, databile al 1521 circa e conservato nella Walters Art Gallery di Baltimora.

## Storia e descrizione
La pala devozionale, incompiuta, viene di solito riferita ai primi anni venti, all'inizio del soggiorno volterrano, per via delle strette attinenze con la Pala di Villamagna. Mostra la Madonna che tiene il Bambino in piedi su un cuscinetto verde, posato vicino al bordo inferiore della tavola, mentre a sinistra si volgono verso il Salvatore, con una rotazione molto accentuata, san Giuseppe e san Giovannino. Lo slancio del Bambino che abbraccia la madre ricorda la Madonna delle Arpie di Andrea del Sarto (1517). La presenza di stilemi donatelleschi sono stati messi in relazione con una possibile frequentazione di Jacopo Sannazzaro in un ipotetico viaggio napoletano di quegli anni: il letterato era infatti incline al recupero dei valori della tradizione letteraria tre-quattrocentesca.
Tipici dell'artista sono gli occhi acquosi, la linea di contorno irrequieta, la pennellata vivace e dinamica, l'affusolamento di alcuni dettagli anatomici, come l'elegante mano della Vergine.